# Краснобудский сельсовет
Краснобу́дский сельсовет — административная единица на территории Кричевского района Могилёвской области Белоруссии. Административный центр — агрогородок Красная Буда.

## Состав
Краснобудский сельсовет включает 17 населённых пунктов:
- Дяговичи — деревня.
- Егоровка — деревня.
- Зарубец — деревня.
- Каменка — деревня.
- Коллективный Труд — деревня.
- Коренец[бел.] — деревня.
- Красная Буда — агрогородок.
- Краснополье — деревня.
- Красный Бор — посёлок.
- Красный Сад — посёлок.
- Кричев-2 — деревня.
- Литвиново — деревня.
- Михеевичи — деревня.
- Наносково — деревня.
- Прохоровка — деревня.
- Прудок — деревня.
- Серебряный Ручей — посёлок.